# Mark Collie
Mark Collie est un musicien de musique country et un acteur américain, né le 18 janvier 1956 à Waynesboro, Tennessee.

## Filmographie

### Au cinéma
- 1997 : Menace toxique (Fire Down Below)
- 1998 : I Still Miss Someone (court-métrage) : Johnny Cash
- 2001 : Lara Croft: Tomb Raider
- 2004 : The Punisher

### Télévision
Il fait des apparitions dans les séries télévisées comme JAG, Walker, Texas Ranger et The Strip.
- 2008 : Traque sans merci (Kill Switch) : Frankie Miller
- 2024 : Landman

## Discographie

### Albums
- 1990 : Hardin County Line
- 1991 : Born & Raised in Black & White
- 1993 : Mark Collie
- 1994 : Unleashed
- 1995 : Tennessee Plates
- 1998 : Even the Man in the Moon Is Cryin